# Джульєтт Гордон Лоу
Джульєтт Магілл Кінзі Гордон Лоу (31 жовтня 1860 — 17 січня 1927) — американська скаутка, письменниця та мисткиня, засновниця Скауток США. Надихнувшись роботою лорда Роберта Бейден-Поуелла, засновника бойскаутів, вона приєдналась до руху жінок-гідів в Англії, сформувавши там власну групу Дівчат-гідів в 1911 році.
В 1912 вона повернулась в Штати і в тому ж році був створений перший загін Дівчат-гідів США в Саванні, Джорджія . В 1915 році Дівчата-гіди США прославилися як Дівчата-скаути, і Джульєтт Гордон Лоу стала першою їх лідеркою. Вона залишалась активною до самої смерті.
Її день народження, 31 жовтня, щорічно святкується дівчатами-скаутами як День заснування скаутської організації для дівчат в США.

## Ранні роки
Джульєтт Магілл Кінзі Гордон народилась 31 жовтня 1860 року в Саванні, штат Джорджія. Її назвали на честь бабусі Джульєтт Аугусти Магілл Кінзі, а дядько дав їй, поширене в ті роки, прізвисько Дейзі. Вона була другою із шести дітей в сім'ї Вільяма "Віллі" Вашингтона Гордона II, брокера бавовни в компанії Tison & Gordon, яка пізніше була перейменована на WW Gordon & Company, та Елеонори «Неллі» Літл Кінзі, письменниці, сім'я якої відіграла роль в заснуванні Чикаго.
Коли Джульєтт було шість місяців, її батько вступив до Армії Конфедеративних Штатів Америки, щоб взяти участь в Громадянській війні в США. В 1864 році через близькість військ до Саванни, вона з матір'ю та двома сестрами переїхала Тандерболт, Джорджія. Після перемоги Союзу в Саванні цього ж року її сім'ю неодноразово відвідував Вільям Текумсе Шерман, друг її дядька. Шерман організував супровід, щоб відвезти сім'ю до Чикаго в березні 1865 року. Після переїзду туди Гордон Лоу хворіла менінгітом, але згодом одужала без серйозних ускладнень. За кілька місяців, коли президент Ендрю Джонсон видав оголошення про амністію, її батько приєднався до сім'ї та вони повернулись до Саванни.
В дитинстві дівчинка багато травмувалась та хворіла. В 1866 році її матір писала в листі «Дейзі впала з ліжка- як завжди, на голову…». В тому ж році вона зламала два пальці так сильно, що батьки замислювались над їх ампутацією. Також вона страждала від частого болю у вусі і приступів малярії.
Лоу страждала від часткової втрати слуху в дитинстві, перед тим як стала повністю глухою в 17 років.

### Хобі
Джульєтт приділяла більше уваги мистецтву та поезії, ніж навчанню в школі. Вона писала та виконувала п'єси та разом з своїми двоюрідними братами видавала газету «The Malbone Bouquet», в якій були одні з її поезій. Разом з двоюрідними братами вона організувала клуб, щоб допомагати іншим.The Helpful Hands Club займався пошиттям одягу для дітей італійських іммігрантів. Сім'я та друзі називали її «Шалена Дейзі» («Crazy Daisy»), опираючись на ексцентричність дівчинки. Її двоюрідна сестра Керолайн описала її, сказавши: «Хоч ви ніколи не знали, що вона буде робити далі, вона завжди робила те, що вирішила».

### Освіта
Батьки Джульєтт Лоу виховали її з традиційними цінностями і підкреслювали важливість боргу, покірності, вірності та поваги. До 12 років вона ходила в школу-інтернат, відвідувала кілька шкіл-інтернатів в підлітковому віці, в тому числі школу міс Еммет в Нью-Джерсі, Жіночий інститут Вірджинії, школу Еджгілл і Mesdemoiselles Charbonniers, французька школа в Нью-Йорку. Серед її вчителів був Роберт Уолтер Вейр, відомий художник-пейзажист.

## Особисте життя

### Шлюб
Після смерті сестри Аліси в 1880 році Джульєтт Лоу переїхала в Саванну, щоб взятти на себе домашні обов'язки, а її мати дуже страждала. В цей період вона зустріла Вільяма Маккея Лоу, сина друга сім'ї, і вони почали таємно зустрічатись. Вільям Лоу покинув Саванну, щоб навчатись в Оксфордському університеті, і вони зустрілись знову майже через три роки в 1884 році. Джульєтт Лоу вирушила в Європу, поки вони були в розлуці, набула кілька нових навичок, таких як їзда верхи без сідла та полювання на куріпку. В кінці 1885 року Вільям Лоу зробив Джульєтт пропозицію.
Весілля в Саванні відбулося на річницю одруження батьків Джульєтт, 21 грудня 1886 року. Медовий місяць пара провела на острові Санта-Катарина, неподалік від Саванни, Джорджія. Згодом вони орендували нерухомість в Лондоні та Шотландії, проводячи соціальний сезон в Лондоні, а полювальний в Шотландії. Більшу частину перших двох років шлюбу пара жила окремо через проблеми Джульєтт зі здоров'ям, довгі поїздки на полювання Вільяма та його любов до азартних ігор. Довга розлука та неспроможність Гордон Лоу мати дітей викликали напругу в стосунках.
Джульєтт Лоу витрачала час на малювання, навчилась працювати з деревиною та металами. Також вона спроектувала та збудувала залізні ворота для свого будинку у Воркширі. Жінка влаштовувала безліч вечірок та заходів вдома, її відвідували Його Королівська Величність Альберт Едуард, принц Уельський, який був другом її чоловіка, Редьярд Кіплінг, дружина якого була родичкою матері Джульєтт. Вона приділяла багато уваги благодійності, хоча чоловік був проти. Гордон Лоу регулярно провідувала жінку, яка хворіла проказою, кормила та турбувалась про бідних в сусідньому селищі, а також вступила в місцеву асоціацію медсестер.

### Розлучення
До 1895 року Джульєтт Лоу ставала все нещасливішою в стосунках. Чоловік віддалився і зраджував, у нього розвинувся алкоголізм.
В 1901 році Анна Бріджес Бейтман, вдова сера Х'ю Аллейна Сасеверелл-Бейтмана, гостювала в будинку Лоу в Шотландії. Джульєтт викрила роман свого чоловіка з нею, після чого поїхала навідати друзів та сім'ю.
Чоловік Джульєтт Лоу почав забирати у неї гроші, щоб уникнути розлучення. Після розмови з адвокатом про процес розлучення вона дізналась, що для отримання дозволу на розірвання шлюбу необхідно довести зраду та дезертирство або жорстокість. У випадку невірності достатньо викрити Анну Бейтман, що несло б соціальні наслідки для усіх залучених сторін. Через це процес розлучення відбувався повільно.
В кінці 1902 року Джульєтт Лоу вперше за два роки отримала гроші від чоловіка. На ці гроші і свої накопичення вона орендувала дім в Лондоні. В 1903 році чоловік підписав угоду про матеріальну підтримку, згідно з якою мав виплачувати 2500 фунтів стерлінгів в рік, віддати будинок в Саванні, акції та цінні папери. Пізніше в цьому ж році вона придбала власний будинок в Лондоні, а також сусідній дім, який здавала в оренду для підвищення прибутку.
Після того, як її чоловік переніс інсульт, Джульєтт Лоу тимчасово відклала процес розлучення. Вона вважала, що неправильно розлучатись поки чоловік не може себе захистити; суд відновився в січні 1905 року, коли його стан покращився.
Вільям Лоу помер від приступу в червні 1905 року, до того, як завершилось розлучення. Після похорону з'ясувалось, що він заповів усе Анні Бейтман і скасував угоду про підтримку Джульєтт Лоу. Його сестри оскаржили заповіт і Лоу отримала певну суму, будинок в Саванні з прилеглими землями, акції та цінні папери.

## Дівчата-гіди
Після смерті чоловіка Джульєтт подорожувала, ходила на заняття скульптури і займалась благодійністю поки шукала проект, на якому змогла б зосередити свій час та навички. В травні 1911 року вона зустріла сера Роберта Бейден-Поуелла на вечірці і її надихнули бойскаути- програма, яку він організував. В той час у бойскаутів було 40 000 членів в усій Європі та США. Він підкреслив важливість військової підготованості та веселощів- двох цінностей, які вона оцінила. Джульєтт Лоу та Бейден-Поуелл стали близькими друзями і провели багато часу разом протягом наступного року.
В серпні 1911 року Джульєтт стала учасницею Girl Guides (аналогом бойскаутів, але для дівчат, що очолювала Агнесс Бейден-Поуелл, сестра Роберта Бейден-Поуелла). Вона сформувала патруль Дівчат-гідів біля свого дому в Шотландії, де вона закликала дівчат бути самодостатніми, незалежними, навчаючись прядінню шерсті та доглядом за скотом. Також вона навчила їх зав'язувати вузли, читати карти, в'язати, готувати, надавати першу допомогу, а її друзі в армії навчали дівчат свердлити, сигналізувати та розбивати табір. Зимою 1911 року вона організувала два нових патрулі для Дівчат-гідів у Лондоні.

### Заснування American Girl Guides
В 1912 році Джульєтт Лоу і Бейден-Поуелл вирушили в Сполучені Штати для поширення скаутського руху. Вона сподівалась поширити рух в своєму рідному місті Саванні, щоб допомогти дівчатам набути практичних навичок та зміцнити характер. Коли вона приїхала, зателефонувала своїй кузині Ніні Папе- місцевому педагогу, і сказала: «У мене є дещо для дівчат Саванни, всієї Америки та усього світу і ми плануємо почати це втілювати сьогодні вночі». Згодом після цього, в березні 1912 року, Джульєтт Лоу сформувала перші два патрулі американських Дівчат-гідів, зареєструвавши 18 осіб.
Ранній ріст руху Дівчат-гідів в Сполучених Штатах був зумовлений широкими соціальними зв'язками Джульєтт і вона внесла свій вклад на ранньому етапі набору нових членів та лідерів. Вона розміщувала рекламу в газетах та журналах, наймала членів своєї сім'ї та друзів. Бейден-Поуелл також познайомив її з людьми, зацікавленими в дівчатах-скаутах, включаючи Луїзу Карнегі. Після формування перших американських військ, вона характеризувала себе як «глибоко зацікавлена дівчатами-скаутами» і в наступному році вона видала посібник «Як дівчата можуть допомогти збудувати державу», засноване на Scouting for Boys Роберта Бейден-Поуелла та How Girls Can Help to Build Up the Empire Агнесс Бейден-Поуелл.
Джульєтт Лоу заснувала перший штаб в реконструйованому вагонному дворі, за будинком в Саванні, який вона успадкувала від чоловіка. В штаб-квартирі були конференц-зали для мвсцевих патрулів Girl Guide, а територія ззовні використовувалась для маршу, сигнальних навчань і занять спортом. Едмунд Струдвік Наш, який орендував головний дім Джульєтт Лоу, запропонував внести орендну плату за каретний двір, в якості вкладу в організацію, став одним з перших благодійників American Girl Guides. Огден Наш- син Едмунда Наша, увінчав «Дім місіс Лоу» в одній із своїх поезій.
Джульєтт Лоу подорожувала східним узбережжям, поширювала Girl Guiding в інших спільнотах, перед тим як повернутись до Саванни і поговорити з Президентом Тафтом, який навідував дім Гордонів. Вона надіялась переконати Тафта в тому, що її дочка Хелен повинна стати захисницею Дівчат-гідів, але їй не вдалось.

## Американські Дівчата-скаути
Було сформовано багато конкурентних організацій дівчат, які стверджували, що є найбільш точною моделлю бойскаутів, але Джульєтт Лоу вважала, що отримання підтримки визначних людей допоможе узаконити її організацію як офіційну сестринську організацію для бойскаутів. Найбільшим її конкурентом були Camp Fire Girls, які були частково сформована Джеймсом Вестом, директором Бойскаутів Америки і активним прибічником суворих гендерних ролей. В березні 1912 року Джульєтт Лоу написала Camp Fire Girls, запрошувала приєднатись до Girl Guide, але вони відмовились навіть після пропозиції Бейден-Поуелла переглянути своє рішення. Вест вважав, що багато заходів, у яких брали участь Дівчата-гіди, неадекватними з гендерної точки зору і був збентежений тим, що суспільство ставить під сумнів мужність бойскаутів, якщо вони будуть брати участь в аналогічних заходах.

### Перейменування організації
Попри те, що Girl Guides поширювались, the Camp Fire Girls зростали швидше, тому Джульєтт Лоу вирушила в Англію, щоб порадитись з британськими Дівчатами-гідами. До того часу, коли вона повернулась в Америку в 1913 році, у неї був план поширення Girl Guiding, шляхом зміни назви з Girl Guides на Girl Scouts, створення національної штаб-квартири та набору директорів за межами Джорджії. Повернувшись до Саванни, вона дізналась, що Дівчата-гіди Саванни вже перейменували себе на Дівчата-скаути Саванни. бо «Скаут» нагадав їм про предків першовідкривачів Америки. Вест був проти нової назви, бо, на його думку, це змусить старших бойскаутів звільнитись. Бейден-Поуелл підтримав Джульєтт Лоу в її використанні терміну «скаут», хоча він надав перевагу терміну «гід» для Британських Дівчат-гідів.
В 1913 році Джульєтт Лоу відкрила національний штаб Дівчат-скаутів у Вашингтоні, окрузі Колумбія і найняла свою подругу Едіт Джонсон на посаду національного виконуючого секретаря. Штаб-квартира держави служила «центральним розподілом інформації» для Дівчат-скаутів, а також місцем, де дівчата могли придбати свої значки і нещодавно опублікований посібник «Як дівчата можуть допомогти збудувати державу».
Джульєтт набрала лідерів та членів різних штатів та розмовляла з кожною групою, з якою могла. Приблизно в той же час вона розробила і запатентувала значок трилисника, хоча Вест стверджував, що трилисник належав бойскаутам, а Дівчата-скаути не мали права його використовувати. Літом вона повернулась в Лондон, де зустріла короля Георга V та королеву Марію Текську і отримала Знак вдячності Girl Guide від принцеси Луїзи за просування посібника.
Джульєтт Лоу також сформувала Почесний комітет Дівчат-скаутів і внесла в нього свою сім'ю та друзів. Використовуючи свої зв'язки, вона змогла переконати Сьюзан Ладлоу Періш, хрещену матір Елеонори Рузвельт; Міну Міллер Едісон, дружину Томаса Едісона; Берта Вудворд, щоб вони стали захисниками організації. Попри те, що вона отримала підтримку багатьох визначних особистостей, Джульєтт самостійно фінансувала більшу частину витрат Дівчат-скаутів.

### Перша світова війна
На початку Першої світової війни Джульєтт Лоу орендувала Замок клану Мініс в Шотландії і дозволила сім'ї бельгійських біженців тимчасово мешкати там.
13 лютого 1915 року вона повернулась до Сполучених Штатів. Коли вона прибула, продовжила свою роботу для Дівчат-скаутів. В той час у них було 73 покровителі та 2400 зареєстрованих членів. Гордон Лоу вирішила створити сильнішу центральну організацію для Дівчат-скаутів, написавши нову конституцію, у якій були зазначені виконавчий комітет та Національна рада. 10 червня 1915 року Джульєтт Лоу провела своє перше засідання Національної ради з новою назвою Girl Scouts і була обрана першим президентом організації.
Дівчата-скаути розширились після входу Сполучених Штатів до Першої світової війни. Джульєтт Лоу рекламувала дівчат-скаутів у газетах, журналах, на заходах та в фільмах. В 1916 році Джульєтт Лоу перенесла штаб-квартиру з Вашингтону в Нью-Йорк. Того ж року Джульєтт повернулась до Англії, щоб зібрати матеріальні засоби і відкрити будинок для родичів поранених солдатів, де вона тричі на тиждень працювала волонтером. В листопаді вона повернулась в Сполучені Штати та продовжувала свою роботу з Дівчатами-скаутами.
У відповідь на програму бережності, прийняту Управлінням з продовольства і медикаментів США з метою навчити жінок збереженню продуктів харчування, Дівчата-скаути у Вашингтоні, окрузі Колумбія, почали вирощувати, збирати врожай та виробляти власні продукти харчування і консервацію. Герберт Гувер написав Джульєтт Лоу, подякував за її внесок у Дівчат-скаутів та висловив надію, що інші дівчата-скаути в країні наслідуватимуть її приклад. У відповідь вона організувала Дівчат-скаутів для допомоги Червоному Хресту, роблячи хірургічні пов'язки та виготовляючи одяг для солдатів. Вони також збирали окуум, підмітали робочі приміщення, створювали альбоми вирізок для поранених солдатів та робили бездимні окопні свічки, якими солдати могли нагрівати їжу.
До кінця 1917 року Джульєтт Лоу переконала Лу Генрі Гувер, щоб та стала національним віце-президентом Дівчат-скаутів, та Едіт Боллінг Галт Вільсон, другу дружину президента Вудро Вільсона, на посаду почесного президента Дівчат-скаутів.

### Міжнародна експансія
Після закінчення Першої світової війни інтерес до Дівчат-гідів почав зростати в багатьох країнах. У відповідь Олав Бейден-Поуелл, головний гід, створив Міжнародну раду дівчат-гідів та дівчат-скаутів, щоб об'єднати різні спільноти гідів і скаутів з усього світу. Перша зустріч пройшла в штаб-квартирі Girl Guide в Лондоні, Гордон Лоу була присутня на ній в якості представника Сполучених Штатів.
Джульєтт Лоу покинула пост національного президента Дівчат-скаутів у 1920 році, щоб присвятити більше часу просуванню посібника скаутингу на міжнародній арені. Вона відвідувала стільки засідань Міжнародної ради, скільки могла і оплачувала поїздки іноземних делегатів, щоб вони теж могли бути присутніми. Також жінка допомогла Олаву Бейден-Поуеллу перетворити 65 акрів землі в табір для Дівчат-гідів. Джульєтт облаштувала бунгало поряд із головним будинком на ділянці та назвала його «Ланка». Назва повинна була означати зв'язок із британськими дівчатами-гідами та американськими дівчатами-скаутами.
Хоча вона більше не була президентом, Джульєтт продовжувала активно контролювати організацію. Вона працювала та з'являлась в «Золотому орлятку», першому фільмі про дівчат-скаутів. Під час кампанії зі збору коштів у Нью-Йорку на Тижні Дівчат-скаутів Джульєтт кинула з літака брошури в натовп людей. 31 жовтня цього ж Тижня Дівчата-скаути відсвяткували перший День заснування скаутської організації для дівчат в США, день, щоб віддячити Джульєтт Лоу за її досягнення. В 1922 році з'їзд Дівчат-скаутів пройшов у рідному місті Джульєтт- Саванні. Вона допомогла спланувати та організувати конгрес, орендувала зал, запросила професійних спортсменів, мера та директора школи, а також найняла кінокомпанію. Після цього з'їзду жінка почала планувати кемпінг в Клаудленді, Джорджія, призначений для спільного навчання лідерів та Дівчат-скаутів. Ці землі згодом перейменували на табір Джульєтт Лоу.

## Рак грудей та смерть
Джульєтт Лоу захворіла раком грудей в 1923 році, але тримала це в таємниці. Вона захворіла на грип після операції з видалення злоякісних пухлин, залишившись прикованою до ліжка до лютого 1924 року. Коли вона одужала, то відновила свою діяльність з Американськими Дівчатами-Скаутами та Міжнародною радою. Їй таємно зробили ще дві операції, щоб спробувати позбутись раку молочних залоз, але в 1925 році жінку повідомили, що їй залишилось жити близько шести місяців. Вона продовжувала працювати і навіть таємно втекла після операції, щоб виступити з доповіддю на регіональній конференції Дівчат-скаутів в Ричмонді.
Джульєтт поїхала в Ліверпуль, де лікар Вільям Блер-Белл розробляв лікування раку. Вона спробувала і його лікування: внутрішньовенну ін'єкцію колоїдного свинцю. Лікування було безуспішним і жінка провела свій 66 день народження борючись з отруєнням свинцем. Вона повернулась в Саванну, де прожила останні місяці життя. Джульєтт Лоу померла 17 січня 1927 року у віці шістдесяти шести років. Почесна варта з дівчат-скаутів, супроводжувала її труну на похороні в Крайст-Черч наступного дня. Гордон Лоу була похоронена в її уніформі для Дівчат-скаутів з запискою в кишені, де писало: «Ти не лише перша Дівчина-скаут, але й найкраща з усіх». На її надгробку було написано: «Тепер перебувають віра, надія та любов, але найвеличніше з них — любов».

## Спадщина
В 1948 році поштова марка в честь Лоу, каталог Скотта номер 974, була видана Сполученими Штатами. Було надруковано більше 63 мільйонів екземплярів, що робить це звичайною маркою. В той час Поштове відділення не поважало соціальні організації. Потрібно було спільне рішення Конгресу зі згодою президента Гаррі Трумена, щоб виготовити для неї печатку. Дім Джульєтт Лоу в Саванні відвідують Дівчата-скаути зі всього світу. В 1965 році місце її народження було внесено в список Національної історичної пам'ятки.
Лоу також пожертвувала парк в Саванні, який носить її ім'я. Парк протягом багатьох років був центром конфліктів щодо того, чи належав він мешканцям міста Гордонстона чи Саванни. Парк займає передове місце в романі Карен Кінгсбері 2013 року «Шанс».
В 1979 році Джульєтт Лоу була внесена до Національної зали слави жінок.
29 травня 2012 року святкували сторіччя Дня заснування скаутської організації для дівчат в США, коли Лоу була нагороджена Президентською медаллю Свободи.
В 1999 році було названо паромну переправу Savannah Belles Ferry в честь п'яти визначних жінок Саванни, включно Джульєтт Гордон Лоу.
В 2016 році був проведений перший офіційний маршрут Дівчат-скаутів на честь Джульєтт Гордон Лоу. Шлях знаходиться в Westwinds Metropark, Голландія, штат Огайо.